# On My Youth
『On My Youth』（オン・マイ・ユース）は、2023年11月1日にLabel Vから発売されたWayV（威神V）の2枚目のオリジナルアルバム。

## 概要
- 1stフルアルバム『Awaken The World』（2020年）より約3年ぶりに発売されたWayVのフルアルバム。
- 2023年11月1日、Label VとSM Entertainmentから各種音楽配信サイトで公開された。
- 4thミニアルバム『Phantom』以来、約11ヶ月ぶりのカムバック。
- タイトル曲「On My Youth」を含む全10曲が収録されている。
- フィジカルアルバムは2023年11月8日に発売された。
- 2023年10月27日に李克強元首相が急逝した影響により、カムバック活動に一部変更が生じた。

## プロモーション

### 予告編
- 10月20日より、バラエティコンテンツ「青春不败（Invincible Youth）」を公開した。
- 10月31日、YouTube等のWayV公式アカウントより、発売記念カウントダウンライブを行った。

### ミュージックビデオ
- 10月19日、収録曲「No One But You」と「INVINCIBLE（极限）」のトラックビデオを公開した。
- 11月1日、タイトル曲「On My Youth」のミュージックビデオを公開した。
- 11月9日、タイトル曲「On My Youth」の英語バージョンのパフォーマンスビデオを公開した。

## 活動
2023年11月1日の上海を皮切りに、5日成都、8日北京、12日広州、15日蘇州まで、中国5都市でショーケースツアー「2023 WayV SHOWCASE TOUR [On My Youth]」を開催した。
今ツアーは開催決定のニュースから高い関心を集め、10月26日のチケット販売と同時に全回がソールドアウトになった。
公演ではタイトル曲「On My Youth」をはじめとするセカンドフルアルバムに収録された新曲のステージを披露しており、その他にアルバムに関連するトークやゲームも実施された。

## チャート成績
2023年11月1日、音源公開5分で中国QQ MUSICのデジタルアルバム販売チャート1位を達成し、デジタルアルバム販売チャートでも週間1位を記録した。
中国QQ MUSIC、Kugou Music、網易雲音楽のデジタルアルバム販売チャート1位を達成した。
QQ MUSICでは「プラチナアルバム」認証取得および中国ミュージックビデオ（MV）チャート1位を記録した。
iTunesトップアルバムチャートでは全世界17の国と地域で1位を達成し、日本LINE MUSICのアルバムトップ100チャートでも1位にランクインした。

## 収録曲
1. On My Youth (遗憾效应) [3:33]
  - 作詞 ：潘彦廷 (YTP)
  - 作曲 ：Peter Wallevik、Daniel Davidsen、Mich Hansen、Janée “Jin Jin” Bennett、Bobii Lewis、Wayne Hector、Teshaun Armstrong、Rick Bridges
  - 編曲 ：PhD

クラシックの和声進行、ユニークなストリング、ヒップホップドラムといった様々な音楽要素が調和するミディアムテンポのバラード曲[10]。
歌詞には分別がつかない年齢の頃に逃した愛に対する惜しさと、その時を思い出して悟った感情を表現している[10]。
2. Poppin' Love (心动预告) [3:05]
  - 作詞 ：潘彦廷 (YTP)
  - 作曲 ：Ben Samama、Sean Fischer
  - 編曲 ：Sean Fischer

運命のようなラブストーリーを歌ったポップダンスナンバー[10]。
3. Ain't No Thang [3:00]
  - 作詞 ：潘彦廷 (YTP)
  - 作曲 ：Greg Bonnick、Hayden Chapman、Justin Starling、Miles Barker
  - 編曲 ：LDN Noise

どんな苦難と困難があってもあきらめないというダンスポップ曲[10]。
4. No One But You [3:37]
  - 作詞 ：深白色 (Arys Chien)
  - 作曲 ：Ninos Hanna、Hampus Nerge、Tom Wiklund

愛する人との幸せな日常を描いたミディアムテンポのポップ曲[10]。
5. INVINCIBLE (极限) [3:30]
  - 作詞 ：柯朋宇 (Tomo Kurt)
  - 作曲 ：Greg Bonnick、Hayden Chapman、Jeffrey The Kiddd、Robbie Jay
  - 編曲 ：LDN Noise

WayVのありのままの姿と自信感を表現したヒップホップ曲[10]。
6. RODEO (冒险行动) [2:38]
  - 作詞 ：潘彦廷 (YTP)
  - 作曲 ：Greg Bonnick、Hayden Chapman、Justin Starling
  - 編曲 ：LDN Noise
7. Moonlight (新月) [3:35]
  - 作詞 ：潘彦廷 (YTP)
  - 作曲 ：Hayden Chapman、Greg Bonnick、Jeffrey The Kiddd、Sevn Dayz、Tay Jasper
  - 編曲 ：LDN Noise

自分が未来の主人公という自信にあふれる歌詞が印象的な楽曲[10]。
8. 心之所向 (Lighthouse) [3:41]
  - 作詞 ：小寒 (Xiao Han)
  - 作曲 ：밍지션 (minGtion)、Andrew Choi、Nermin Harambasic
  - 編曲 ：밍지션 (minGtion)
9. Be Alright (未来电台) [3:27]
  - 作詞 ：潘彦廷 (YTP)、쿤 (KUN)
  - 作曲 ：Hayden Chapman、Greg Bonnick、Jeffrey The Kiddd、Sevn Dayz
  - 編曲 ：LDN Noise

ファンに向けた感謝と労いを率直に歌った楽曲[10]。
10. On My Youth (English Ver.) [3:33]
  - 作詞 ：Janée “Jin Jin” Bennett、Bobii Lewis、Wayne Hector、Teshaun Armstrong、Rick Bridges
  - 作曲 ：Peter Wallevik、Daniel Davidsen、Mich Hansen、Janée “Jin Jin” Bennett、Bobii Lewis、Wayne Hector、Teshaun Armstrong、Rick Bridges
  - 編曲 ：PhD

「On My Youth」の英語バージョン[10]。